# Belisana kendari
Belisana kendari là một loài nhện trong họ Pholcidae. Loài này được phát hiện ở Sulawesi.